# 安東尼·夏迪德
安東尼·夏迪德（英語：Anthony Shadid，1968年9月26日—2012年2月16日），生於美國奧克拉荷馬州奧克拉荷馬市，著名記者，前《紐約時報》駐巴格達與貝魯特地區戰地記者。在2004年及2010年曾兩次獲得普立兹國際報導獎（Pulitzer Prize for International Reporting）。

## 生平

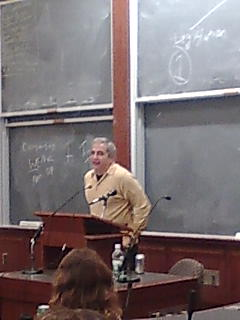
2009年四月，夏迪德在哈佛大學法學院的演講會場

安東尼·夏迪德生於奧克拉荷馬市，其家族出身黎巴嫩。1990年，畢業於威斯康辛大學麥迪遜分校，主修政治學與新聞學。畢業後進入美聯社，後轉往《波士頓環球報》。因為他的家庭背景，他一直希望被派往中東，因此努力學習阿拉伯文。2002年，他受派前往以色列，在約旦河西岸拉姆安拉採訪時，右肩曾經中彈。
2003年，夏迪德加入《華盛頓郵報》，他的報導開始得到美國觀眾的注意。2004年，以伊拉克戰爭為題材的報導，獲得普利茲國際報導獎。
2010年，成為《紐約時報》記者，同年再度以伊拉克戰爭報導，獲得普利茲國際報導獎。
2011年3月16日，夏迪德與其他三名記者，在利比亞東部進行採訪反對穆阿邁爾·格達費的政治異議活動時，失去聯絡，引發國際社會關注。同年3月18日，《紐約時報》證實夏迪德與其他三名記者，遭利比亞軍政府扣留。3月21日，經土耳其外交官斡旋，利比亞軍政府釋放這四名記者。
2012年2月16日，潛入敍利亞戰區進行採訪時，因嚮導馬匹造成灰塵，引發氣喘。因當地醫療資源不足，同事泰勒·希克斯（Tyler Hicks）對他進行急救無效，不幸過世，由希克斯護送他的遺體離開敍利亞。

## 家庭
夏迪德與前妻生有一女。其妻，娜達·巴克利（Nada Bakri）也是《紐約時報》駐貝魯特記者，兩人生有一子。

## 著作
- 《石頭之屋》（House of Stone），閻紀宇譯，新北市：衛城出版，2012年12月初版，ISBN 978-986-88793-0-0

## 外部連結
- 官方网站
- 林博文專欄－死於採訪的紐時記者